# Chondrodysplasie métaphysaire type Schmid
 Mise en garde médicale
La chondrodysplasie métaphysaire type Schmid est une maladie se traduisant par un nanisme micromélique avec coxa-vara sans dysmorphisme facial. Elle n'est très souvent découverte qu'en présence de coxa vara chez un adulte.

## Étiologie
- Mutation du gène COL10A1 situé sur le locus q21-q22.3 du Chromosome 6

## Mode transmission
Transmission autosomique dominante

## Sources
- (fr) Site en français de renseignement sur les maladies rares et les médicaments orphelins
- (en) Online Mendelian Inheritance in Man, OMIM (TM). Université Johns-Hopkins, Baltimore, MD. MIM Number:156500